# Slaget vid Fontenoy (841)
Slaget vid Fontenoy var ett slag som utspelade sig den 25 juni 841 vid Fontenoy, som numera ligger i departementet Yonne i Frankrike, cirka 25 km sydväst om Auxerre. Här besegrade Karl den skallige i allians med brodern Ludvig den tyske den tredje brodern, kejsar Lothar I. På grund av sin förlust måste Lothar efter detta slag överge alla sina anspråk på överhöghet över bröderna som kejsare karolingiska riket, och ledde till delningen i Verdun 843.